# Santa Maria d'Adrall
Santa Maria d'Adrall és una obra del municipi de Ribera d'Urgellet (Alt Urgell) protegida com a bé cultural d'interès local.

## Descripció
Es tracta d'una església d'una sola nau, capçada a migdia per un presbiteri de planta quadrangular i coberta amb volta de canó, que s'obre al mur de la nau a través d'un arc de mig punt. La nau és coberta amb dos trams de volta de canó amb llunetes, separades per un arc toral perllongat sobre els murs de la nau per dues pilastres de secció rectangular. La volta arranca d'un fris motllurat de guix que recorre tota la llargària de la nau per tots dos costats.
Actualment, a la nau s'obren dues capelles laterals que ocupen el tram adjacent al presbiteri. Es tracta de dos espais de planta quadrangular i coberts amb volta de canó. Antigament, el tram nord de la nau s'hi havien obert dues capelles del costat de llevant es va veure afectada per la construcció del campanar, ja que acabà acollint l'accés a aquesta estructura. L'interior d'aquesta capella presenta l'arrencada d'un mur de perfil circular, construït amb grans carreus i cobert amb tres capes d'arrebossat, que podria tenir a veure amb la desapareguda església romànica: hi ha una hipòtesi que podria tractar-se de l'antic absis. D'altra banda, la capella lateral del costat de ponent és totalment diferent de la resta, ja que s'obria originàriament a la nau a través d'un arc rebaixat i la capella, en aquest cas, era coberta amb volta de creueria.
L'interior de la nau està parcialment arrebossat; la pedra vista la trobem bàsicament als murs laterals i als frontals dels arcs que donen accés a les diferents capelles. Als peus de la nau, en alçada, hi ha un cor de fusta que ocupa tota l'amplària de la nau.
Pel que fa a les obertures, a part de la porta d'accés del temple, l'església de la Purificació presenta una finestra de doble esqueixada al mur de ponent del presbiteri i dos ulls de bou: un que s'obre a la façana de ponent i l'altre a sobre de l'obertura del presbiteri.
L'exterior del temple va ser reformat l'any 2008. En el moment actual, les façanes exteriors presenten un revestiment de pedra llosenca i cantoneres de granit. La façana de ponent presenta la porta d'accés al temple, en arc de mig punt adovellat, i l'esmentat ull de bou circular en alt. Així mateix, quatre contraforts recorren en vertical bona part de la façana, que és coronada per una coberta de pissarra a doble vessant.
L'angle nord-oriental de la nau presenta un campanar de torre construït de la dècada de 1940 en substitució de l'anterior que fou enderrocat durant la Guerra Civil, el qual és d'aparença robusta, de secció quadrangular i amb tres finestres en arc de mig punt obertes a cada vent, al pis superior. El campanar té una coberta a quatre vessants.
L'actual església d'Adrall respon a un estil barroc molt modificat al llarg dels anys per contingències diverses. Probablement és una obra del segle xviii a excepció de la torre del campanar que fou construït poc abans de mitjan segle xx. Els paraments de les cases veïnes de l'actual església -que queden fora de l'objecte de l'actual expedient de declaració de Bé Cultural d'Interès local- presenten uns carreuats que indiquen la seva pertinença a l'antiga església romànica la qual presentava una orientació diferent a l'actual.

## Història
El nucli d'Adrall, ja esmentat a l'acta de consagració de la catedral de la Seu d'Urgell, a l'alta edat mitjana, apareix en una donació de l'any 855, encara que en aquest cas es fa referència a monte Atralle- i una altra donació de l'any 953 d'un alou dominical. A partir d'aquestes dates les notícies sobre Adrall es repeteixen en documents dels segles xi i xii. L'any 1141, Pere Berenguer, bisbe d'Urgell, donava a la canònica de Santa Maria de la Seu d'Urgell l'església d'Adrall.
Santa Maria d'Adrall és documentada l'any 1005, any en què fou donada a la catedral de la Seu d'Urgell una propietat "in apendicio de Sancta Maria de Adrall". L'església de Santa Maria apareix en diversos documents dels segles xi i xii, principalment com a dipositària de llegats testamentaris.
En la relació resultant de la visita realitzada al bisbat d'Urgell per manament de l'arquebisbe de Tarragona, l'any 1312, apareix l'església de Santa Maria d'Adrall; per contra, en la relació realitzada l'any 1314 pel mateix motiu, consta l'església de Sant Pere d'Adrall, advocació desconeguda en aquesta parròquia: se'n desconeixen els motius.
En el llibre de la visita pastoral del bisbat d'Urgell de l'any 1575 consta encara, per la descripció que se'n fa, l'església vella (romànica amb tota possibilitat), de Santa Maria d'Adrall. Dos segles després, en el llibre de vista de l'any 1758, ja ens és descrita l'església nova, totalment reformada i possiblement reorientada, ja que l'església romànica sembla que tindria la capçalera orientada a llevant, mentre que l'actual la té orientada a migdia.
Durant la Guerra Civil fou enderrocada l'antiga torre del campar, a causa dels impediments que representava per al trànsit rodat, i durant la dècada de 1940 fou construït el campanar que podem veure a l'actualitat.
Actualment, l'església parroquial d'Adrall, és cap de la seva demarcació parroquial i té supeditades les esglésies de Gramós, de la parròquia d'Horto i del Pla de Sant Tirs.